# غذاخوری هو
غذاخوری هو (انگلیسی: Heo's Diner؛‏ کره‌ای: 허식당) مجموعه تلویزیونی محصول کره جنوبی در ژانر فانتزی رمانتیک بر پایه وب‌ناول با همین نام اثر جون سون یونگ، به نویسندگی سونگ سو هیون، به کارگردانی اوه هوان مین و کیم کیونگ اون و با بازی شیومین، اکسی، لی سه اون و لی سو مین است. این مجموعه از ۲۴ مارس ۲۰۲۵، روزهای دوشنبه و سه‌شنبه ساعت ۱۷:۰۰ (کی‌اس‌تی) از ویو منتشر شد.

## خلاصه داستان
این مجموعه دربارهٔ فردی مشکل‌ساز از دوران چوسان به نام هو گیون است که به ۴۰۰ سال بعد در دوران مدرن می‌آید و به‌طور ناخواسته صاحب رستورانی می‌شود و در این مسیر ماجراهای عجیب و غریب زیادی رخ می‌دهد.

## بازیگران

### اصلی
- شیومین در نقش هو گیون[۳][۴]
- اکسی در نقش اون شیل[۳][۴]
- لی سه اون در نقش لی یی چون / لی هیوک
- لی سو مین در نقش مه چانگ / جونگ می سول

### مکمل
- چوی وون میونگ در نقش شاهزاده گوانگ هه
- اوه جی هو در نقش کارآگاه کانگ
- کیم هی جونگ در نقش مادر اون شیل